# Raisio
Raisio (Zweeds: Reso) is een gemeente en stad in de Finse provincie West-Finland en in de Finse regio Varsinais-Suomi. De gemeente heeft een landoppervlakte van 48,76 km² en telt 24.942 inwoners (2022).

## Partnersteden
- Csongrád (Hongarije)
- Elmshorn (Duitsland), sinds 2000

## Geboren in Raisio
- Patrick Aaltonen (1994), voetballer

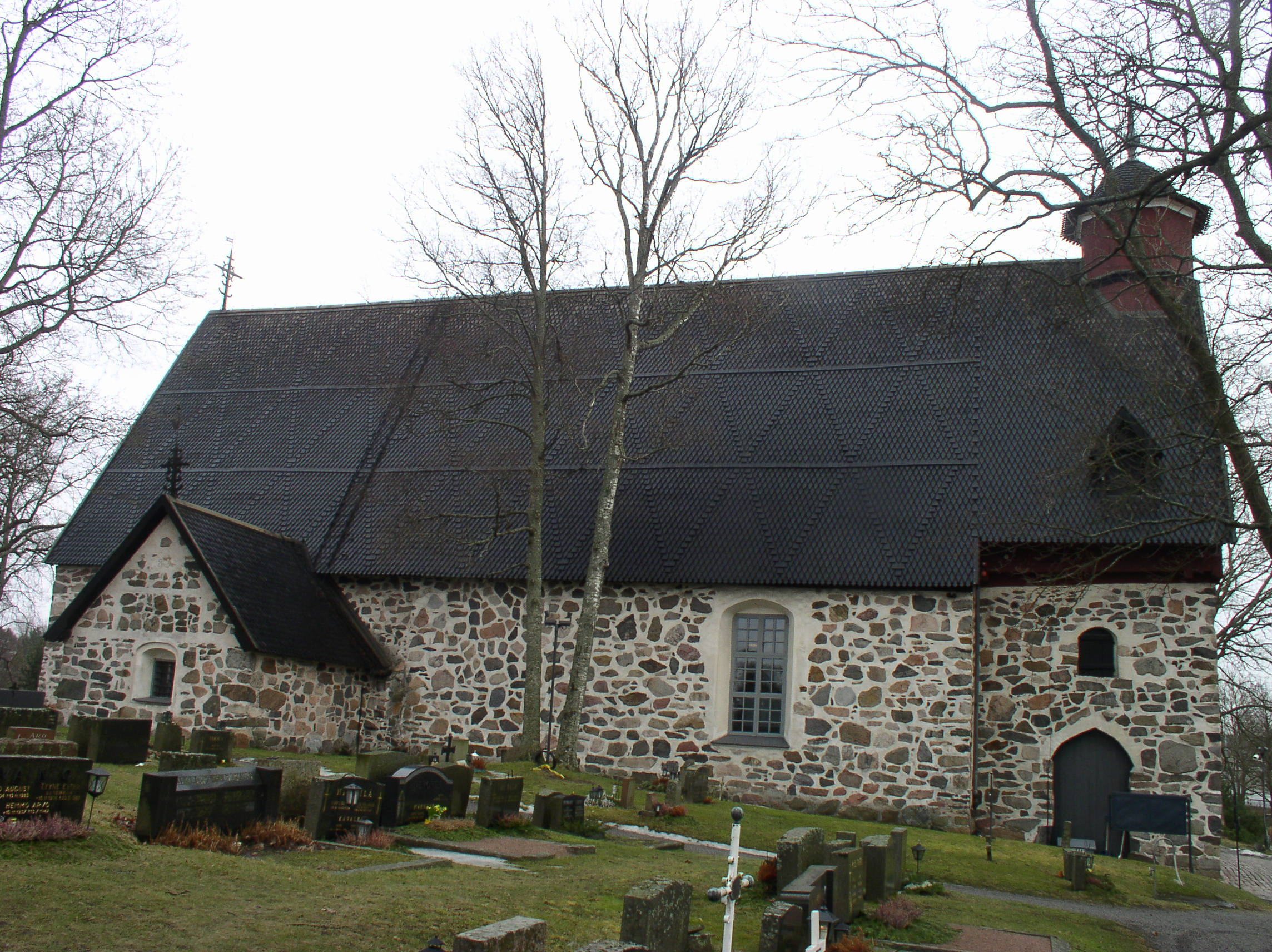
Kerk van Raisio
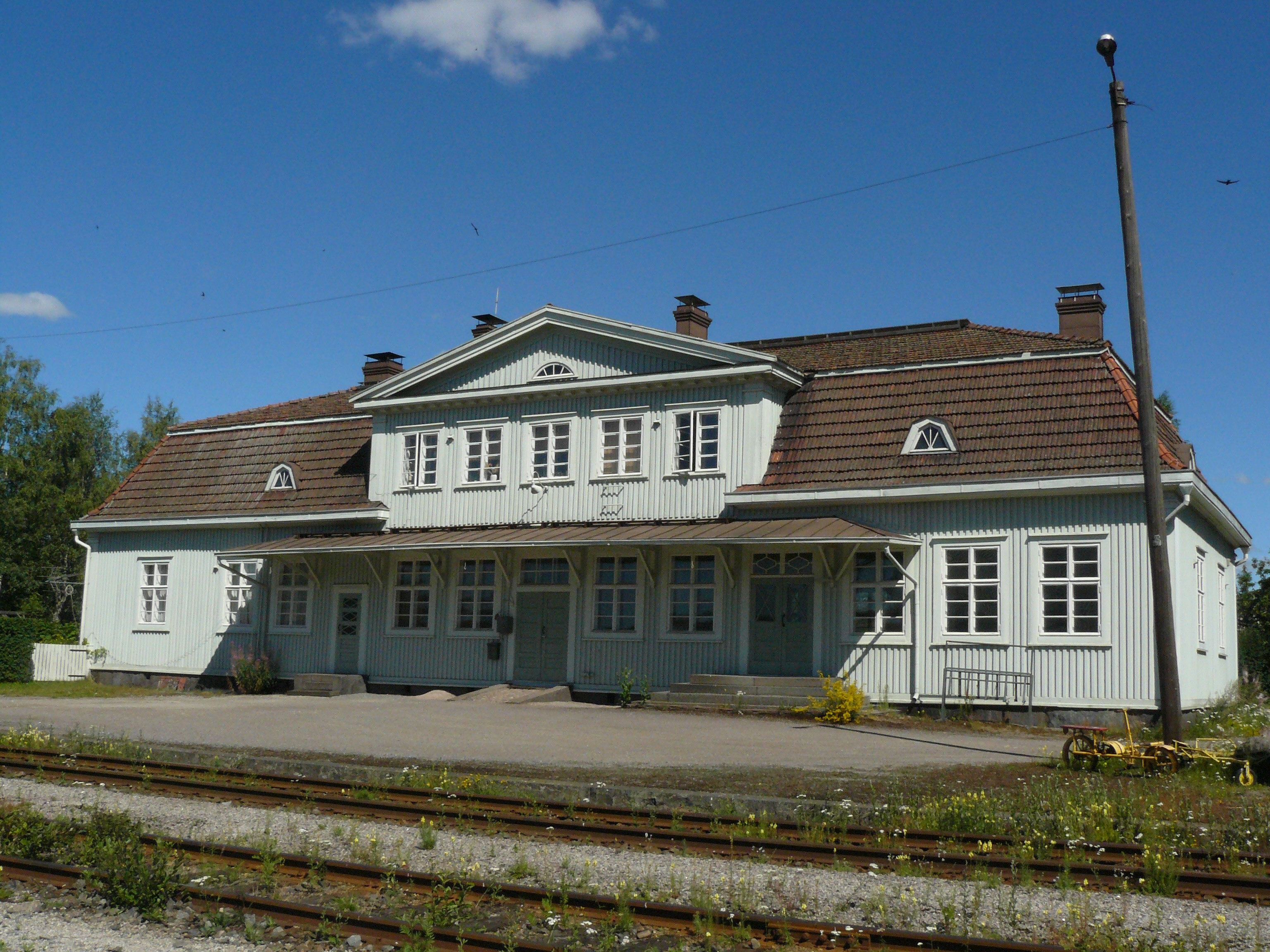
Treinstation van Raisio